# クリストヴァン・フェレイラ
クリストヴァン・フェレイラ（ポルトガル語: Cristóvão Ferreira, 1580年（天正8年）ごろ - 1650年11月4日（慶安3年10月11日））は、ポルトガル出身のカトリック宣教師。イエズス会士であったが、日本において拷問によって棄教し、沢野忠庵（さわの ちゅうあん、忠安とも）を名乗ってキリシタン弾圧に協力した。クリストファン・フェレイラと表記されることもある。遠藤周作の小説『沈黙』のモデルとして知られ、また長与善郎の小説『青銅の基督』にも登場する。

## 生涯
ポルトガル・ジブレイラ出身のイエズス会司祭フェレイラが来日したのは、すでにキリスト教の布教が困難を極めていた慶長14年（1609年）であった。日本語にすぐれ、日本のイエズス会の中心となって働いていたが、日本管区の管区長代理を務めていた寛永10年（1633年）に長崎で捕縛された。
寛永10年9月17日（1633年10月18日）、長崎において中浦ジュリアン神父らとともに穴吊りの刑に処せられた。この刑は、過酷な苦痛をもたらすが事前になかなか死なないように処置をされ、しかし棄教の意思表示は自由にできるようにされるため、耐え抜くのは困難であった。その中でも他の者はすべて殉教したが、5時間後にフェレイラのみが耐え切れず棄教した。
棄教したフェレイラは沢野忠庵を名乗り、日本人妻を娶った。以後は他の棄教した聖職者、いわゆる転びバテレンとともにキリシタン取締りに当たった。正保元年（1644年）にはキリスト教を攻撃する『顕偽録』を出版した。これとは別に、天文学書『天文備用』や『乾坤弁説』、医学書『南蛮流外科秘伝』などにより、西洋科学を日本に伝えている。
管区長代理であったフェレイラの棄教は、イエズス会とヨーロッパのカトリック教会に衝撃を与え、多くの宣教師が日本潜入を志願した。実際に潜入した宣教師たちは、捕縛され、ある者は殉教し、ある者は棄教した。棄教した司祭の中に、フェレイラとともに遠藤周作の『沈黙』のモデルとなったジュゼッペ・キアラがいる。

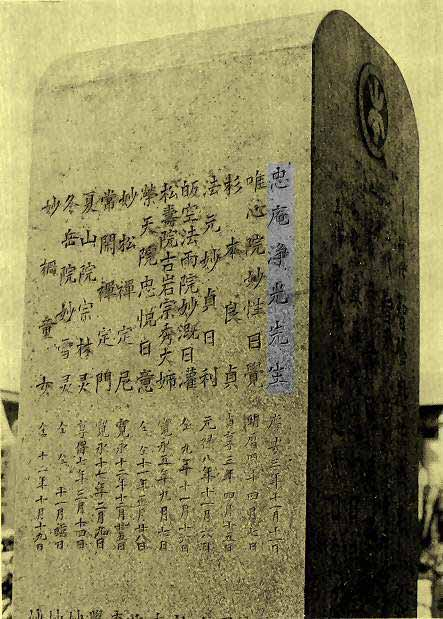
墓石の戒名
瑞輪寺にて

『日本切支丹宗門史』を記したレオン・パジェスは、フェレイラが死を直前にしてキリスト教に立ち帰ったと伝えるが、事実は定かではない。パジェスは19世紀の人であり、当然ながらフェレイラの晩年を直接見聞したわけではない。また、日本側資料にも立ち帰りを裏付けるものはない。なお、遠藤周作はフェレイラの子孫と名乗る女性に会ったことを書き残している。フェレイラの娘婿に門下の医師・杉本忠恵がいて、のちに幕医となっている。フェレイラの墓所は東京都台東区谷中の瑞輪寺で、ここにある娘婿の杉本家の墓に合葬されている。